# Pagoda (zespół)
Treść tego artykułu może nie być zgodna z zasadami neutralnego punktu widzenia.
Dokładniejsze informacje o tym, co należy poprawić, być może znajdują się w dyskusji tego artykułu.
 Po wyeliminowaniu niedoskonałości należy usunąć szablon [[Szablon:Dopracować|]] z tego artykułu.
Pagoda – amerykański zespół pochodzący z Nowego Jorku, z dzielnicy Brooklyn. 

## Historia
Zespół został założony w 2001 przez Michaela Pitta i Ryana Donowhoa. Nazwa Pagoda pochodzi od Pagody. Od roku 2001 do połowy 2004 zespół zebrał kilku znajomych, by pomogli grać im na występach na żywo. Pośród nich znalazł się też Christian Zucconi członek zespołu Aloke. Podczas pracy Christiana Zucconiego z Pagodą, nakręcił on teledysk do piosenki "The Happy Song".
Publiczność po raz pierwszy miała okazję usłyszeć o talencie muzycznym wokalisty zespołu na ścieżce dźwiękowej do filmu Bernardoniego Berrolucciego "Marzyciele", gdzie Michael gra także główną rolę Matthew. W kolejnym roku piosenka Pagody "Muskrat" stała się ścieżką dźwiękową do filmu  "The Heart Is Deceitful Above All Things".
Następnie Pagoda zaczęła grywać W The Sidewalk Cafe w Nowym Jorku. Zespół był tak pasjonujący, pełen energii i potencjalny, że skłonił Spin Magazine by zamieścił Pagodę na listę Undergroundowych zespołów Nowego Jorku.
Podczas gdy w Portland poszukiwano osób do filmu "Last Days", Michael pobiegł do Jamie Kallend, który właśnie brzdękał sobie na gitarze w parku. Spytawszy, czy mógłby zagrać Kallend zdziwił się, iż Michael zaprasza go na otwartą imprezę gdzie jego zespół Kallisti miał zagrać. Będąc wzajemnie pod wrażeniem swoich umiejętności muzycznych, Kallend stał się od tego czasu basistą zespołu Kallisti. Po wystąpieniu Michael zaproponował przerobienie kilku piosenek Kallisti. Wracając do hotelu został tam i uzupełniał je do następnego ranka. Kilka tygodni później zaproponowano Kallendowi pracę basisty w Pagodzie, a ten się zgodził.
Teraz mając już kompletny zespół, byli gotowi by zacząć nagrywać ich pierwsze demo. Zamieszczono na nim pięć piosenek, włączając "Death To Birth" i "Sadartha", następnie "Fetus" oraz "I Do", a także mówioną ścieżkę o tytule "Sond 1". Zostało ono nagrane w Excello Recording Studio w Williamsburg, Brooklynie. Agent Michaela rozdawał egzemplarzy płyt za darmo podczas imprez. Ci którzy, bywali na wcześniejszych koncertach Pagody zauważyli ostrą poprawę w melodii, tekstach piosenek oraz w śpiewie na żywo, każda piosenka wydawała się lepsza od poprzedniego materiału. Gus Van Sant także zauważył poprawę i postanowił zawrzeć dwie piosenki z demo na ścieżce dźwiękowej do filmu "Last Days".
W 11 stycznia 2007 na stronie internetowej zespołu opublikowano komunikat wraz ze zdjęciem nowych członków zespołu: Michaela, Willy'ego basistę, Reece'a perkusistę, oraz Chrisa grającego na wiolonczeli. Basista oraz producent Luca Amendolara pracuje teraz z innymi kapelami we Włoszech, a aktor (wcześniej perkusista zespołu) Ryan Donowho odszedł z zespołu. Zmiana ta nie wpłynęła na płytę, i jest w dalszym ciągu nagrywana.

## Członkowie
- Michael Pitt - wokalista, gitarzysta
- Willie Paredes - basista
- Reece Carr - perkusista
- Chris Hoffman - wiolonczelista

## Byli członkowie
- Indigo Ruth-Davis - wiolonczelista
- Jamie Kallend - basista
- Ryan Donowho - perkusista
- Luca Amendolara - basista

## Dyskografia

### Demo
Lista utworów:
- Death To Birth
- Fetus
- Sadartha
- Song 1
- I Do

### Album debiutancki
Self Titled 2007
Lista utworów:
- 1 Lesson Learned
- 2 Amego
- 3 Fetus
- 4 Voices
- 5 Death to Birth
- 6 Botus
- 7 Sadartha
- 8 Alone
- 9 Fear Cloud
- 10 I Do